# (500026) 2011 SS21
(500026) 2011 SS21 es un asteroide perteneciente a asteroides que cruzan la órbita de Marte, descubierto el 18 de septiembre de 2011 por el equipo del Mount Lemmon Survey desde el Observatorio del Monte Lemmon, Arizona, Estados Unidos.

## Designación y nombre
Designado provisionalmente como 2011 SS21.

## Características orbitales
2011 SS21 está situado a una distancia media del Sol de 2,122 ua, pudiendo alejarse hasta 2,793 ua y acercarse hasta 1,452 ua. Su excentricidad es 0,316 y la inclinación orbital 3,251 grados. Emplea 1129,81 días en completar una órbita alrededor del Sol.
Los próximos acercamientos a la órbita terrestre se producirán el 5 de diciembre de 2038, el 9 de julio de 2051 y el 28 de junio de 2082, entre otros.

## Características físicas
La magnitud absoluta de 2011 SS21 es 19. Tiene 1 km de diámetro y su albedo se estima en 0,061.